# Schneemann
"Schneemann" is een single van de Duitse schlagerzangeres Manuela.

## Hitnotering
| Schneemann         | Schneemann            | Schneemann | Schneemann | Schneemann | Schneemann | Schneemann       |
| Hitlijst           | Datum van binnenkomst | Week:      | 1          | 2          | 3          | Laatste notering |
| ------------------ | --------------------- | ---------- | ---------- | ---------- | ---------- | ---------------- |
| Nederlandse Top 40 | 02-01-1965            | Positie:   | 30         |            |            | 02-01-1965       |
| Nederlandse Top 40 | 23-01-1965            | Positie:   |            | 35         | 33         | 30-01-1965       |